# Muhammed Necati Şaşmaz
Muhammed Necati Şaşmaz, né le 15 décembre 1971 à Elâzığ (Turquie) est un acteur, scénariste, producteur et réalisateur  turc,,,,,,,,,,.

## Biographie
Muhammad Necati Şaşmaz naît le 15 décembre 1971,, dans une famille d'origine zaza à Harpout, dans la province d'Elâzığ (Turquie), en tant que fils aîné d'Abdülkadir Şaşmaz. Il étudie le tourisme et la gestion hôtelière en Turquie et au Canada. Il vit six ans aux États-Unis avant de retourner en Turquie pour rendre visite à ses parents.
À Istanbul, Muhammad Necati Şaşmaz rencontre le réalisateur turc Osman Sınav, qui lui propose le rôle principal dans La Vallée des loups. Il joue le personnage fictif de Polat Alemdar dans la série et dans le film. Il joue actuellement dans un autre spin-off de la série intitulé Kurtlar Vadisi Pusu.
Il épouse Nagehan Kaşıkçı en 2012, mais il divorce en 2021.

## Filmographie

### Au cinéma
- 2006 : La Vallée des loups - Irak : Polat Alemdar
- 2011 : La Vallée des loups - Palestine : Polat Alemdar
- 2017 : Kurtlar Vadisi Vatan : Polat Alemdar

### À la télévision
- 2003–2005 : Kurtlar Vadisi : Polat Alemdar (4 saisons)
- 2005 : Ekmek Teknesi : Lui-même (1 épisode)
- 2007 : Kurtlar Vadisi Terör : Polat Alemdar (2 épisodes)
- 2007–2016 : Kurtlar Vadisi Pusu : Polat Alemdar (10 saisons)